# Rudgea minor
Rudgea minor é uma espécie de planta do gênero Rudgea e da família Rubiaceae.

## Taxonomia
A espécie foi descrita em 1936 por Paul Carpenter Standley.
Os seguintes sinônimos já foram catalogados:
- Uragoga corcovadensis  Kuntze
- Rudgea calycina  Benth.

## Forma de vida
É uma espécie terrícola, arbustiva e arbórea.

## Conservação
A espécie faz parte da Lista Vermelha das espécies ameaçadas do estado do Espírito Santo, no sudeste do Brasil.

## Distribuição
A espécie é endêmica do Brasil e encontrada nos estados brasileiros de Rio de Janeiro e São Paulo. A espécie é encontrada no domínio fitogeográfico de Mata Atlântica, em regiões com vegetação de floresta ombrófila pluvial.